# Rainer Kahrs
Rainer Kahrs ist ein deutscher Journalist und Autor. Er arbeitet als freier Fernsehreporter und Hörfunkautor für verschiedene ARD-Anstalten.

## Biografie
Kahrs wuchs im Umland von Bremen auf und wurde nach seiner Schulzeit evangelischer Diakon. Seit 1993 erstellt er Hörfunkfeatures, seit 1997 ist er zusätzlich als Fernsehreporter aktiv. Kahrs ist Redaktionsmitglied des Fernsehregionalmagazins buten un binnen von Radio Bremen. Für die Sendungen Tagesthemen, Monitor und andere Magazinsendungen erstellte er Magazinstücke. Seine Fernsehdokumentationen liefen bei ARD und arte. Er unterrichtete 2013 und 2014 Recherche an der Hochschule Bremen. Derzeit arbeitet er an einer Dokumentation über die Schifffahrtskrise. Er lebt in Berlin.
Auszeichnungen
- Kahrs’ ARD-Radiofeature Das Geheimnis des Waffenschiffes Faina wurde für den Prix Europa nominiert. Das Feature wurde zusätzlich mit dem Preis des Bremer Hörkinos ausgezeichnet[1] und war nominiert für den Prix Europa.
- 2008 erhielt er den CIVIS-Medienpreis und 2005 den Medienpreis des Deutschen Roten Kreuzes.

## Fernsehdokumentationen
- Die Akte BND (Teil 1): Waffengeschäfte deutscher Reeder. Radio Bremen für das Erste 2019, 45 Minuten.[2]
- Die Akte BND (Teil 2): Der Geheimdienst und sein erster Waffenhändler. Kinescope Film GmbH im Auftrag von Radio Bremen für das Erste 2019, 45 Minuten.[3]
- Herr der Schiffe" – Die Reederei, die Heuschrecke und der BND, ARD/Radio Bremen, 2013
- Überlebenskampf der Werften, Radio Bremen/NDR, 2011
- Erpresst von Piraten, WDR 2009, gemeinsam mit Wiel Verlinden 2009
- Biografie Ines Geipel – Vom Sprinten zum Schreiben, arte/Radio Bremen, 2008
- Bremen, Kiew und das Polizeibataillon 303, Radio Bremen, 2007, gemeinsam mit Susanne Brahms
- Schule der Toleranz, ARD/Radio Bremen, 2007, (mit Marianne Strauch)
- Janeck – das Wachkomakind, ARD/Radio Bremen, 2005, (mit Marianne Strauch)
- Über Bord, Der Fall Maersk Dubai, ARD, arte/Radio Bremen, 2004
- Kampfboote, Schmiergeld und ein Mord in Taiwan, WDR 1996 (mit Egmont R. Koch), 30 min.
- Bremen – Bagdad, Deutsche Rüstungsexporte in einen Krieg, WDR, 1991 (mit Wilfried Huismann), 30 min.

## Hörfunkfeature
- Willy, dringend gesucht – Deutsche Bauern und das FBI, ARD-Hörfunkfeature, Radio Bremen 2015
- Herr der Schiffe – Absturz eines Reederkönigs, Radio Bremen 2013
- Das Geheimnis des Waffenschiffes Faina, ARD-Hörfunkfeature, Radio Bremen 2011
- Das Schiff ist ein verborgener Ort, WDR 2005
- Der Prinz von Djakarta – wie der indonesische Präsident Habibie seine Karriere machte, WDR
- American shortstories – Auswanderergeschichten, WDR
- Das U-Boot – Sechs Geschichten, WDR